# Granville Moorman Read
Granville Moorman Read (Condado de Bedford, Virgínia, 18 de março de 1894 – 1 de dezembro de 1962) foi um engenheiro mecânico estadunidense, engenheiro chefe da E. I. du Pont de Nemours & Co., Inc. de 1946 a 1959. Recebeu a Medalha ASME de 1955.